# You (Ha Ha Ha)
„You (Ha Ha Ha)” este un cântec a artistei britanice Charli XCX extras de pe albumul ei de studio True Romance (2013) ca al patrulea single pe data de 8 februarie 2013 impreuna cu un EP cu remix-uri. Videoclipul oficial a piesei a fost lansat pe data de 10 ianuarie 2013 pe canalul ei oficial de YouTube.

## Lista pieselor
- Digital EP[3]

1. "You (Ha Ha Ha)" — 3:06
2. "You (Ha Ha Ha) [Instrumental]" — 3:06
3. "You (Ha Ha Ha) [BURNS' Violet Cloud Version]" — 5:04
4. "You (Ha Ha Ha) [Goldroom Remix]" — 6:45
5. "You (Ha Ha Ha) [Melé Remix]" — 3:59
6. "You (Ha Ha Ha) [MS MR Remix]" — 3:46